# Редукция (фонетика)
Редукцията е явление във фонетиката, при което при определени обстоятелства определени елементи на речта променят своите характеристики, като губят своята отчетливост или напълно изчезват. Редукцията може да засяга гласни звукове (вокална редукция), съгласни звукове (консонантна редукция) или дори цели срички. Типичен пример на редукция, наблюдаван в различни езици със силово ударение, е потъмняването на гласните в неударена позиция, при което те губят отчетливостта на артикулацията си и в много случаи се приближават към неутралната гласна шва.

## Вижте още
- Редукция на неударените гласни в българския език